# Realizm pojęciowy
Realizm pojęciowy – stanowisko filozoficzne uznające realne istnienie pojęć ogólnych.

## Starożytny realizm pojęciowy
Realizm pojęciowy znalazł swoje klasyczne ujęcie w filozofii Platona. Dla Platona idee istniały realnie i samoistnie.
Ich byt był pełniejszy od bytu przedmiotów materialnych, które były jedynie zmiennymi odbiciami wiecznych idei.
Umiarkowany realizm pojęciowy został wyrażony w filozofii Arystotelesa. Pojęcia ogólne istnieją, lecz nie samoistnie. Samoistny byt przysługuje jedynie rzeczom jednostkowym, natomiast pojęcia ogólne stanowią ich formę.
Stanowisku realistycznemu przeciwstawiali się stoicy, dla których pojęcia ogólne były jedynie wytworami mowy. Spór między tymi stanowiskami nie był jednak zbyt intensywny. 

## Średniowieczny realizm pojęciowy
Dla filozofii patrystycznej i wczesnej scholastyki realizm pojęciowy był częścią ogólnego obrazu świata stworzonego przez Boga i poddanego wieczystym prawdom. Przyjmowany był na ogół bezkrytycznie.
Problem statusu pojęć ogólnych podniesiony został przez Boecjusza, który sam był zwolennikiem realizmu pojęciowego. Dla Boecjusza pojęcia ogólne istnieją w rzeczach poznawanych zmysłowo, ale poznajemy je niezależnie od ciała.
Sproblematyzowanie statusu pojęć ogólnych (uniwersaliów) stało się źródłem średniowiecznego sporu o uniwersalia. Był to jeden z najgorętszych sporów w filozofii średniowiecznej.
Skrajny realizm pojęciowy przyjmowany był przez filozofów ulegających wpływom Platona i neoplatoników: Jana Szkota Eriugenę i Anzelma z Canterbury. Dla Eriugeny rzeczy emanują z pojęć ogólnych, które z kolei stanowią emanację Boga. Natomiast według Anzelma Bóg stwarza rzeczy na wzór stworzonych uprzednio pojęć ogólnych.
Stanowisku realistycznemu sprzeciwiali się konceptualiści i nominaliści. Poszukiwano też stanowisk kompromisowych (sermonizm Piotra Abelarda).